# Kanton Lignières
Der Kanton Lignières war bis 2015 ein französischer Wahlkreis im Département Cher und in der Region Centre-Val de Loire. Er umfasste neun Gemeinden im Arrondissement Saint-Amand-Montrond; sein Hauptort (frz.: chef-lieu) war Lignières. Die landesweiten Änderungen in der Zusammensetzung der Kantone brachten im März 2015 seine Auflösung. Vertreterin im conseil général des Départements war zuletzt für die Jahre 2008–2015 Janine Bernadet.

## Gemeinden
| Gemeinde                   | Einwohner Jahr | Fläche km² | Bevölkerungsdichte | Postleitzahl | Code INSEE |
| -------------------------- | -------------- | ---------- | ------------------ | ------------ | ---------- |
| Chezal-Benoît              | 930 (2013)     | –          | – Einw./km²        | 18160        | 18065      |
| Ineuil                     | 240 (2013)     | –          | – Einw./km²        | 18160        | 18114      |
| La Celle-Condé             | 213 (2013)     | –          | – Einw./km²        | 18160        | 18043      |
| Lignières                  | 1411 (2013)    | –          | – Einw./km²        | 18160        | 18127      |
| Montlouis                  | 108 (2013)     | –          | – Einw./km²        | 18160        | 18152      |
| Saint-Baudel               | 254 (2013)     | –          | – Einw./km²        | 18160        | 18199      |
| Saint-Hilaire-en-Lignières | 521 (2013)     | –          | – Einw./km²        | 18160        | 18216      |
| Touchay                    | 268 (2013)     | –          | – Einw./km²        | 18160        | 18266      |
| Villecelin                 | 103 (2013)     | –          | – Einw./km²        | 18160        | 18283      |